# Paris-Roubaix de 2018
A 116.ª edição da clássica ciclista Paris–Roubaix foi uma corrida na França que se celebrou a 8 de abril de 2018 sobre um percurso de 257 quilómetros com início no município de Compiègne e final na cidade de Roubaix. 
A corrida faz parte do UCI World Tour 2018, sendo a décima quinta competição do calendário de ciclismo de classe mundial. 
A corrida foi vencida pelo corredor eslovaco Peter Sagan da equipe Bora–Hansgrohe, em segundo lugar  Silvan Dillier (AG2R La Mondiale) e em terceiro lugar Niki Terpstra (Quick-Step Floors).

## Percurso
Paris-Roubaix teve uma rota total de 257 quilômetros com 29 trechos de pavé. Esta corrida faz parte do calendário de paralelepípedos clássicos, sendo a última e mais lendária corrida que acontece nos clássicos pavé, antes da primavera começar com as Clássicas das Ardenas.
O percurso da edição de 2018 é semelhante à edição de 2017. É tão longo quanto o ano passado com um total de 257 km, incluindo mais de 2 km de novas áreas pavé, atingindo um comprimento total de 55 km distribuídos em vinte e nove trechos. O detalhe mais notável na rota é o setor de Saint-Python, junto aos setores de Viesly a Briastre similares à edição anterior, e o antigo setor de Briastre a Solesmes que não tinha estado na rota durante trinta anos.
Apesar de seu nome, a corrida não começa na cidade de Paris, mas nesta edição começa na cidade de Compiègne, a 80 quilômetros do norte de Paris, e se move para o norte para terminar em Roubaix. A principal dificuldade são as vinte e nove seções pavimentadas que estão dispostas a uma distância total de 55 quilômetros. Os organizadores da corrida atribuem a estas zonas um nível de dificuldade, as três áreas mais difíceis são classificadas como cinco estrelas, enquanto apenas um setor é classificado com uma estrela, considerada a mais fácil.
Os primeiros 97 quilômetros de rota são estradas planas, chegando entre o primeiro setor de Troisvilles-Inchy que apimenta a corrida. Durante os próximos 60 quilômetros, há nove áreas pavimentadas antes do primeiro setor cinco estrelas, o Trouée d'Arenberg, com um comprimento de 2,4 quilômetros, com seu paralelepípedo em desuso, desarticulado e não-alinhado. Geralmente esta secção é uma das mais decisivas da corrida, geralmente provocando a primeira seleção na corrida, eliminando muitos corredores da vitória final.
Então, a rota gira várias vezes ao redor da comuna de Wallers onde existem outros setores. Em seguida, a corrida vai para o norte, atravessando várias áreas de pavé, todas classificadas entre três e quatro estrelas, para alcançar a zona de cinco estrelas depois de 200 quilômetros no setor pavé de Mons-en-Pévèle com um comprimento de 3 quilômetros. No final, o pelotão entra nos últimos setores de dificuldade de três e cinco estrelas, como o setor clássico do Carrefour de l'Arbre, onde os ciclistas realizam os últimos ataques na corrida a 15 quilômetros da meta, antes de atingir a linha de chegada no velódromo de Roubaix.
| 29 | 97    | Troisvilles-Inchy                       | 2200 | * · * · *         |
| 28 | 103,5 | Viesly-Quiévy                           | 1800 | * · * · *         |
| 27 | 106   | Quiévy-Saint-Python                     | 3700 | * · * · * · *     |
| 26 | 112,5 | Viesly-Briastre                         | 3000 | * · * · *         |
| 25 | 116   | Briastre-Solesmes                       | 800  | * · *             |
| 24 | 124,5 | Vertain-Saint-Martin-sur-Écaillon       | 2300 | * · * · *         |
| 23 | 134,5 | Verchain-Maugré-Quérénaing              | 1600 | * · * · *         |
| 22 | 137,5 | Quérénaing-Maing                        | 2500 | * · * · *         |
| 21 | 140,5 | Maing-Monchaux-sur-Écaillon             | 1600 | * · * · *         |
| 20 | 153,5 | Haveluy-Wallers                         | 2500 | * · * · * · *     |
| 19 | 161,5 | Trouée d'Arenberg                       | 2400 | * · * · * · * · * |
| 18 | 168   | Wallers-Hélesmes                        | 1600 | * · * · *         |
| 17 | 174,5 | Hornaing-Wandignies-Hamage              | 3700 | * · * · * · *     |
| 16 | 182   | Warlaing-Brillon                        | 2400 | * · * · *         |
| 15 | 185,5 | Tilloy-lez-Marchiennes-Sars-et-Rosières | 2400 | * · * · * · *     |
| 14 | 192   | Beuvry-la-Forêt-Orchies                 | 1400 | * · * · *         |
| 13 | 197   | Orchies                                 | 1700 | * · * · *         |
| 12 | 203   | Auchy-lez-Orchies-Bersée                | 2700 | * · * · * · *     |
| 11 | 208,5 | Mons-en-Pévèle                          | 3000 | * · * · * · * · * |
| 10 | 214,5 | Mérignies-Avelin                        | 700  | * · *             |
| 9  | 218   | Pont-Thibaut-Ennevelin                  | 1400 | * · * · *         |
| 8  | 224   | Moulin-de-Vertain                       | 500  | * · *             |
| 7  | 230,5 | Cysoing-Bourghelles                     | 1300 | * · * · *         |
| 6  | 233   | Bourghelles-Wannehain                   | 1100 | * · * · *         |
| 5  | 237,5 | Camphin-en-Pévèle                       | 1800 | * · * · * · *     |
| 4  | 240   | Carrefour de l'Arbre                    | 2100 | * · * · * · * · * |
| 3  | 242,5 | Gruson                                  | 1100 | * · *             |
| 2  | 249   | Willems-Hem                             | 1400 | * · *             |
| 1  | 256   | Roubaix                                 | 300  | *                 |

## Equipas participantes
Tomaram parte na corrida 25 equipas: 18 de categoria UCI World Tour de 2018 convidados pela organização; 7 de categoria Profissional Continental. Formando assim um pelotão de 175 ciclistas dos que acabaram 101. As equipas participantes foram:
| Equipes WorldTeam (18)- AG2R La Mondiale - Astana - Bahrain-Merida - BMC Racing Team - Bora-Hansgrohe - Dimension Data - EF Education First-Drapac p/b Cannondale - Groupama-FDJ - Katusha-Alpecin - Lotto Soudal - Lotto NL-Jumbo - Mitchelton-Scott - Movistar Team - Quick-Step Floors - Sky - Team Sunweb - Trek-Segafredo - UAE Team Emirates Equipes profissionais Continentais (7)- Cofidis, Solutions Crédits - Delko-Marseille Provence-KTM - Direct Énergie - Fortuneo-Samsic - Vérandas Willems-Crelan - Vital Concept - WB-Aqua Protect-Veranclassic |
| |

## Classificações finais
- As classificações finalizaram da seguinte forma:[6]

### Classificação geral
| \| Classificação geral \| Classificação geral \| Classificação geral \| Classificação geral \| Classificação geral \| \| Ciclista \| Ciclista \| Equipe \| Tempo \| \| \| ------------------- \| --------------------- \| ------------------------- \| ------------------- \| ------------------- \| \| 1. \| Peter Sagan \| Bora-Hansgrohe \| 5h54m06s \| \| \| 2. \| Silvan Dillier \| AG2R La Mondiale \| + 0s \| \| \| 3. \| Niki Terpstra \| Quick-Step Floors \| + 57s \| \| \| 4. \| Greg Van Avermaet \| BMC Racing Team \| + 1m34s \| \| \| 5. \| Jasper Stuyven \| Trek-Segafredo \| + 1m34s \| \| \| 6. \| Sep Vanmarcke \| EF Education First-Drapac \| + 1m34s \| \| \| 7. \| Nils Politt \| Katusha-Alpecin \| + 2m31s \| \| \| 8. \| Taylor Phinney \| EF Education First-Drapac \| + 2m31s \| \| \| 9. \| Zdeněk Štybar \| Quick-Step Floors \| + 2m31s \| \| \| 10. \| Jens Debusschere \| Lotto-Soudal \| + 2m31s \| \| \| 11. \| Mike Teunissen \| Team Sunweb \| + 2m31s \| \| \| 12. \| Oliver Naesen \| AG2R La Mondiale \| + 2m31s \| \| \| 13. \| Wout van Aert \| Verandas Willems-Crelan \| + 2m31s \| \| \| 14. \| Jelle Wallays \| Lotto-Soudal \| + 2m37s \| \| \| 15. \| Philippe Gilbert \| Quick-Step Floors \| + 3m07s \| \| \| 16. \| Amund Grøndahl Jansen \| LottoNL-Jumbo \| + 3m07s \| \| \| 17. \| John Degenkolb \| Trek-Segafredo \| + 3m07s \| \| \| 18. \| Marco Marcato \| UAE Team Emirates \| + 3m07s \| \| \| 19. \| Dylan van Baarle \| Team Sky \| + 3m07s \| \| \| 20. \| Heinrich Haussler \| Bahrain-Merida \| + 3m07s \| \| |                       |                           |          |
| |                       |                           |          |
| Fonte: ProCyclingStats |                       |                           |          |
| Classificação geral |                       |                           |          |
| Ciclista | Ciclista              | Equipe                    | Tempo    |
| 1. | Peter Sagan           | Bora-Hansgrohe            | 5h54m06s |
| 2. | Silvan Dillier        | AG2R La Mondiale          | + 0s     |
| 3. | Niki Terpstra         | Quick-Step Floors         | + 57s    |
| 4. | Greg Van Avermaet     | BMC Racing Team           | + 1m34s  |
| 5. | Jasper Stuyven        | Trek-Segafredo            | + 1m34s  |
| 6. | Sep Vanmarcke         | EF Education First-Drapac | + 1m34s  |
| 7. | Nils Politt           | Katusha-Alpecin           | + 2m31s  |
| 8. | Taylor Phinney        | EF Education First-Drapac | + 2m31s  |
| 9. | Zdeněk Štybar         | Quick-Step Floors         | + 2m31s  |
| 10. | Jens Debusschere      | Lotto-Soudal              | + 2m31s  |
| 11. | Mike Teunissen        | Team Sunweb               | + 2m31s  |
| 12. | Oliver Naesen         | AG2R La Mondiale          | + 2m31s  |
| 13. | Wout van Aert         | Verandas Willems-Crelan   | + 2m31s  |
| 14. | Jelle Wallays         | Lotto-Soudal              | + 2m37s  |
| 15. | Philippe Gilbert      | Quick-Step Floors         | + 3m07s  |
| 16. | Amund Grøndahl Jansen | LottoNL-Jumbo             | + 3m07s  |
| 17. | John Degenkolb        | Trek-Segafredo            | + 3m07s  |
| 18. | Marco Marcato         | UAE Team Emirates         | + 3m07s  |
| 19. | Dylan van Baarle      | Team Sky                  | + 3m07s  |
| 20. | Heinrich Haussler     | Bahrain-Merida            | + 3m07s  |

## UCI World Ranking
O Paris–Roubaix outorga pontos para o UCI World Tour de 2018 e o UCI World Ranking, este último para corredores das equipas nas categorias UCI WorldTeam, Profissional Continental e Equipas Continentais. As seguintes tabelas mostram o barómetro de pontuação e os 10 corredores que obtiveram mais pontos:
| Posição   | 1.º | 2.º | 3.º | 4.º | 5.º | 6.º | 7.º | 8.º | 9.º | 10.º | 11.º | 12.º | 13.º | 14.º | 15.º | 16.º-20.º | 21.º-30.º | 31.º-50.º | 51.º-55.º | 56.º-60.º |
| Pontuação | 500 | 400 | 325 | 275 | 225 | 175 | 150 | 125 | 100 | 85   | 70   | 60   | 50   | 40   | 35   | 30        | 20        | 10        | 5         | 3         |

| 1.º  | Peter Sagan       | Bora-Hansgrohe            | 500 |
| 2.º  | Silvan Dillier    | Ag2r La Mondiale          | 400 |
| 3.º  | Niki Terpstra     | Quick-Step Floors         | 325 |
| 4.º  | Greg Van Avermaet | BMC                       | 275 |
| 5.º  | Jasper Stuyven    | Trek-Segafredo            | 225 |
| 6.º  | Sep Vanmarcke     | EF Education First-Drapac | 175 |
| 7.º  | Nils Politt       | Katusha-Alpecin           | 150 |
| 8.º  | Taylor Phinney    | EF Education First-Drapac | 125 |
| 9.º  | Zdeněk Štybar     | Quick-Step Floors         | 100 |
| 10.º | Jens Debusschere  | Lotto Soudal              | 85  |